# Brändö svenska samskola
Brändö svenska samskola var ett svenskspråkigt läroverk i Helsingfors 1920-1973. År 1973 bildade skolan Östra svenska läroverket tillsammans med Botby svenska samskola, som 1977 splittrades och skapade Brändö gymnasium och Botby högstadium.

## Historia
År 1912 grundades Brändö småskola i Brändö.
Skolan fick 1920 officiellt lov att fungera som sexårig skola, 1925 som sjuårig, 1930 åttaårig, 1931 nioårig och 1948 åter åttaårig. 
År 1930 fick skolan lov att dimittera studenter.
Skolan hade stark elevverksamhet på 1950 och 1960-talet med bland annat en aktiv humanistklubb.

## Elevantal
| Läsår   | Lärare | Elever | Studenter |
| ------- | ------ | ------ | --------- |
| 1921/22 | 15     | 82     | –         |
| 1930/31 | 16     | 179    | –         |
| 1938/39 | 18     | 161    | 6         |
| 1950/51 | 19     | 208    | 7         |
| 1960/61 | 27     | 487    | 20        |
| 1970/71 | 24     | 274    | 18        |

## Rektorer
- 1920–1922 Ivar Hortling
- 1922–1931 Bernhard Estlander
- 1931–1937 Erik Lagus
- 1937–1938 Eric Bargum
- 1938–1969 Ruben Jansson
- 1969–1977 Matti Jyry[2]

## Publikationer om skolan
- Jansson, Ruben, m,fl (red.), Brändö svenska samskola 1912-1962, Ekenäs 1962.